# Zonnebeving
De zon is onderhevig aan zonnebevingen zoals de aarde haar aardbevingen kent, maar de oorsprong is anders.
Dat de zon beeft, werd in 1973 ontdekt door Robert H. Dicke die trachtte te achterhalen of de Zon enige afplatting vertoonde. De equator zet uit en krimpt in terwijl de polen afplatten en uitstulpen met maximum 5 km met een snelheid van 10 kilometer per seconde. Daardoor zijn metingen van de afplatting zeer moeilijk en foutgevoelig.
Er zijn later nog zonnebevingen waargenomen met andere perioden. De redenen voor zonnebevingen zijn divers.